# Герб Бирска
Герб Бирска — официальный символ города Бирск Башкирии. На всём протяжении существования герба Бирска, его основной особенностью является наличие на нём изображения водяного воробья (оляпки). 

## История
Герб уездного города Бирск высочайше пожалован 08 июня 1782 г.
Из описания: «В верхней половине щита герб Уфимский, внизу „водяной воробей в серебряном поле в знак того, что таковых редких птиц в окрестностях сего города весьма довольно находится“».
Автор герба — действительный статский советник А. А. Волков.
Согласно исследованиям г. Жемойдо Бирск имел утверждённый 30 декабря 1839 года герб:
«„В верхней части щита герб Оренбургской губернии. В нижней части на серебряном поле чёрный водяной воробей“.» Архивных подтверждений нет.
В 1874 году разработан проект герба Бирск: «„В серебряном щите чёрная оторванная с шеей голова птицы (водяной воробей) с червлеными глазами и языком и с золотым клювом. В вольной части герб Уфимской губернии. Щит увенчан серебряной стенчатой короной и окружен золотыми колосьями, соединенными Александровской лентой“».
Герб городского поселения Бирск утверждён решением Совета городского поселения город Белебей Республики Башкортостан от 20 декабря 2006 года № 18.10. и внесён в Государственный геральдический регистр Российской Федерации под № 2965, а также в Государственный регистр символики в Республике Башкортостан под № 042.

Гербы по периодам
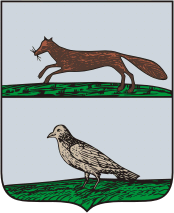
1782 год
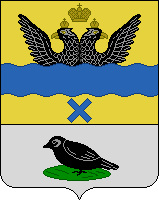
1839 год
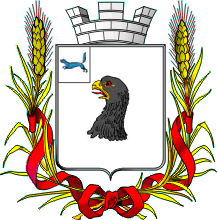
1874 год

## Описание
В серебряном поле на зелёной земле чёрный водяной воробей с серебряной грудью, червлеными головой, лапами и подгрудным оперением.

### Обоснование символики
В основу современного герба города Бирска Республики Башкортостан лег исторический герб Бирска.
Герб был введен указом Екатерины II 8 июня 1782 года. Официальное описание герба города Бирска помещено в «Своде законов Российской империи»: «В верхней части герб Уфимский — куница, а в нижней — водяной воробей в серебряном поле, в знак того, что таковых редких птиц в окрестностях его города весьма довольно находится».
Данный герб сохранил свое существование и предназначение до настоящего времени, никакие исторические и политические события не повлияли на судьбу герба города Бирска.